# Daéva
Daévové jsou v zarathuštrismu démoni stojící v opozici proti nejvyššímu bohu Ahura Mazdovi a volící si namísto aši „pravdy“ drudž „lži“. Jaké přesné místo zaujímali, je však z pramenů nejasné, stejně jako jejich vztah k védským dévům – bohům. Jejich označení vychází z pozdně indoevropského *deiwós „jasné nebe, denní světlo“, z něhož je odvozeno mnoho indoevropských výrazů pro božstvo jako výše zmíněné sanskrtské déva, latinské deus, nebo pragermánské *tīwaz.
V době vzniku zarathuštrismu byli podle Avesty daévové uctíváni jako bohové většinou Íránců a proces jejich démonizace byl teprve na začátku. V gáthách, nejstarší části Avesty připisované samotnému Zarathuštrovi, nejsou daévové popisováni jako démoni, ale jako bohové, kteří mají být odmítnuti. V celé starší Avestě není zmíněno jméno žádného z daévů, v Jasně Haptanhaiti nejsou dokonce ani vůbec zmiňováni.
Někteří daévové odpovídají védským božstvům
- Indara – Indra, taktéž Indrův protějšek Verethragna, je však řazen k jazatům – bohům
- Saurva – Šarva, jedno z jmen Rudry
- Nánhaitju – Násátja, jeden z Ašvinů
- Búšjastá „Váhání“ – nejspíše Ušas

Mezi další daévy patří:
- Drudž „Klamství“
- Aéšma „Zuřivost“
- Ázi „Lakota“
- Apaoša „Sucho“ – védský hadí démon Vrtra
- Dužjáirja „Špatná úroda“
- Nasu „Mrtvola“[4]